# Гливка Богдан Миколайович
Гливка Богдан Миколайович (26 вересня 1946, с. Рогізна Садгірського району Чернівецької області, нині у складі Чернівців) — український співак (тенор). Заслужений артист УРСР (1980).

## Життєпис
Закінчив Рівненський інститут культури (1992; клас хорового диригування С. Вернюка).
Виступав в ансамблях пісні і танцю Групи радянських військ у Німеччині (1970—1975), Прикарпатського військового округу (1975—1981, 1986—1996), Групи радянських військ в Угорщині (1981—1986). У 1996—2003 — хормейстер Капели бандуристів Українського товариства сліпих (Львів); від 2003 — соліст Ансамблю пісні і танцю Західного оперативного командування (Львів).